# North Fish
North Fish – sieć restauracji szybkiej obsługi oferująca dania z ryb i owoców morza, ale również pozycje wegetariańskie, obecna na polskim rynku od 2002. Pierwszy lokal powstał w centrum handlowo-rozrywkowym Galeria Echo w Kielcach. Restauracje North Fish znajdują się w największych miastach Polski. Właścicielem marki North Fish jest North Food Polska S.A., którego siedziba mieści się w Kielcach.

## Menu
W menu można znaleźć głównie dania z ryb i owoców morza: dania obiadowe w gotowych zestawach lub z dodatkami w formule „Jesz jak chcesz”, zupy, burgery oraz tortille na ciepło. Ryby dostępne w menu to m.in.: łosoś norweski, dorsz czarny, miruna, czy mintaj.

## Spółka North Food Polska
Właścicielem marki North Fish jest przedsiębiorstwo North Food Polska S.A. z siedzibą w Kielcach, należące do podmiotów kontrolowanych przez Michała Sołowowa (od 2019 roku jest to luksemburski fundusz Black Forest Sicav-SIF Societe Anonyme).